# 沙帕什
沙帕什（Shapash），或沙帕舒（Shapsh(u)）（乌加里特/迦南），是迦南神话中的女太阳神，伊勒与亚舍拉的女儿，被称为“众神的火炬”， 在迦南神殿和腓尼基人宗教中的一位重要神祇。众神争夺对世界的统治权，沙帕什站在生命与善的力量一边，协助巴卢（阿雅利努·巴卢）和阿纳特，反对死神木图。阿卡德太阳神-沙玛什（Shamash），是美索不达米亚相当于迦南女神沙帕什的男性神。她也可能涉及到埃勃拉（Ebla）一位叫示皮舒（Shipish）、或沙姆斯（Shams）、舍姆斯（Chems）的超凡神灵，前阿拉伯伊斯兰教中在日出、日中和日落时祭拜的太阳神。

## 巴卢（巴力）神话
在巴卢史诗中，沙帕什整个情节中起着重要作用，因为她与所有的主要角色都进行过交流，最后，她帮助巴卢(Baal)登上了王位。她宣布，伊勒支持雅木(Yam)。通过她在巴卢与冥神木图(MOT)最后之战中的宣判，显示了她在众神中的判官和人类救世主的角色。布赖恩.B.施密特指出，这两个方面符合沙玛什在美索不达米亚神话中的作用。巴卢被杀后，她帮助阿纳特(Anat)找到并埋葬了他，然后停止了发光。当伊勒梦到巴卢将复活之后，要求阿纳特说服沙帕什再次发光。沙帕什同意了，但声明说，她将继续寻找他。在 巴卢和木图之战中，她威胁木图说，伊勒要惩罚他，从而结束了战斗。

## 在塔纳赫中
在犹太圣经塔纳赫中，明确规定严禁崇拜舍麦什（Shemesh），违者将处以石刑。对舍麦什的崇拜据说包括朝东鞠躬-向太阳升起的方向，以及与她有关的马匹和战车的礼仪。约西亚王也曾中領族中長老去除他們當中對太阳等其他天然崇拜。